# قمپ آتشکده
گردشگاه آتشکده یکی از گردشگاه‌های عمومی استان فارس می‌باشد. این گردشگاه در منطقهٔ «خرمن‌کوه» در شهرستان فسا و در محور شیراز-استهبان واقع شده‌است. وجود چشمه و تالاب پرورش ماهی در این گردشگاه بر زیبایی آن افزوده‌است.
این اثر در تاریخ ۱۲ اسفند ۱۳۱۵ با شمارهٔ ثبت ۲۶۴ به‌عنوان یکی از آثار ملی ایران به ثبت رسیده‌است. در بیست کیلومتری شمال فسا در کنار دریاچه کوچکی آثاری از بلحدوره ساسانیان بر جا مانده‌است که در میان آن‌ها یک آتشکده نیز دیده می‌شود که سقف آن ریخته‌است. در شمال فسا برکه‌ای کوچک وجود دارد که در لهجه محلی، قمپ خوانده می‌شود. اهالی محل این آتشکده را به نام قربانگاه می‌شناسند و آن را به طهمورث پادشاه پیشدادیان نسبت می‌دهند. در کنار آتشکده آثار متفرقه‌ای از یک شهر ساسانی دیده می‌شود، از جمله سنگ سلمان که دروازه ورودی یک بنا بوده‌است. مصالح این کاخ ساروج و سنگ لاشه می‌باشد که با روکشی از گچ پوشیده شده‌است.
در سمت چپ غمپ و درست آن طرف جاده، سنگی چهارگوش و یکپارچه به بلندای تقریبی دوگز استوار و محکم ایستاده و خود را از حوادث بی‌شمار روزگار مصون و محفوظ نگه داشته‌است. روی یکی از سطوح آن دایره‌ای حجاری کرده‌اند که از نقوش دورن آن چیزی بر جای نمانده‌است. در راس آن گودال کوچکی است که احتمالاً آتشگاه این آتشکده بوده‌است. این سنگ متعلق به آتشکده دوره ساسانیان است که پاره‌ای از زرتشتیان پارس در اینجا سکونت داشته و آیین‌های مذهبی خود را به انجام می‌رسانده‌اند. آثاری که در تپه‌های اطراف به جا مانده و همچنین سنگ نوشته‌های به دست آمده، گواه این مدعاست. در ختان «مورد» که یکی از انواع درختان مورد تقدس زرتشتیان است در سراسر منطقه دیده می‌شود و با این که در دل زمین‌های کشاورزی دهقانان قرار دارد ولی کندن و از ریشه درآوردن آن‌ها را جایز نمی‌دانند. مجموعه غمپ و آتشکده ساسانی تنگ کرم (تنگ کرم یکی از روستاهای نزدیک به آتشکده است) یادآور آتشکده با عظمت فیروزآباد پارس است.

## خشک شدن قمپ آتشکده
ساختن سد درودزن در سال ۱۳۵۱ هجری شمسی سبب کاهش ورودی آب رودخانه کر به دریاچه بختگان شده بود.
سپس با احداث سد سیوند بر روی رودخانه سیوند و در منطقه‌ای بنام تنگه بلاغی، سیلاب‌های رودخانه سیوند هم به رودخانه کُر نرسید همچنین ساخت سدی دیگر بنام ملاصدرا و در منطقه‌ای بنام تنگ براق و در بالادست سد درودزن سبب شد آبی به دریاچه نرسد. به نظر کارشناسان، وجود سه سد درودزن، سیوند و ملاصدرا در بالادست دریاچه بختگان بر روی رودخانه‌های کُر و سیوند که منبع اصلی تأمین آب این دریاچه است، موجب خشک شدن این حوضه آبی شده‌است.
از سوی دیگر، با خشک شدن این دریاچه، دیگر بخار آب از دریاچه برنخواهد خواست و در نتیجه محصولات کشاورزی نیریز، بختگان، استهبان، خرامه، فسا و ارسنجان (به ویژه انجیر و بادام) به شدت کاهش خواهد یافت مثلا قمپ آتشکده یکی از چشمه های معروف استان فارس در شمال فسا که ۲۰ کیلومتر فاصله مستقیم با بختگان دارد پس از خشکیدن آن، روی به کم آبی گذاشته و خشک شد.